# Артёмовское водохранилище (Приморский край)
Артёмовское водохранилище — крупнейшее водохранилище Приморского края России. Расположено на реке Артёмовка в Шкотовском районе.

## Строительство
В 1968 году начались изыскания на реке Артёмовка для строительства водохранилища. Водохранилище нужно было для регулирования Артёмовки и снабжения Владивостока пресной водой. До осени 1977 года были проведены подготовительные работы — строительство подъездных путей, зачистка ложа. В 1972 году были ликвидированы сёла Новохатуничи и Харитоновка. Харитоновский сельсовет был упразднён 18 января 1972 года решением крайисполкома № 33. Сельские кладбища были перенесены в село Многоудобное. 6 октября 1977 года началось заполнение водохранилища; 1 января 1979 года в водохранилище было 0,042 км³ воды.

## Характеристики и современное состояние
Площадь водохранилища — 10,8 км². Объём — 0,1182 км³, из него полезного — 0,1132 км³. Нормальный годовой сток — 0,108478 км³/год. Высота зеркала при текущей высоте плотины составляет 72,5 метра над уровнем моря; особенности плотины позволяют достроить её до такой высоты, что высота зеркала станет равна 78 метрам, а объём водохранилища увеличится на треть — до 0,1872 км³. Площадь водосбора водохранилища до гидроузла — 488 км². Ежегодно на обеспечение Владивостокской агломерации из водохранилища выбирается 0,106856 км³ воды.